# Arawakia inopinata
Arawakia inopinata là một loài bọ cánh cứng trong họ Cerambycidae.